# Панов, Валерий Викторович
Панов Валерий Викторович (род. 1 марта 1961 года, Челябинск) — российский предприниматель-миллионер, государственный и политический деятель. Депутат Государственной Думы Федерального Собрания РФ четвертого пятого созывов. Член Генерального совета Партии Единая Россия.

## Биография
Родился 1 марта 1961 года в Челябинске.
В 1978 году поступил в Челябинский политехнический институт, который успешно окончил в 1983 году по специальности «Инженер-строитель».
Начал свою трудовую деятельность инженером на кафедре строительной механики ЧПИ.
Окончил Российскую академию государственной службы при Президенте РФ. Получил степень кандидата экономических наук.
В 1988 году организовал НПО, в 1993 второе.
В 1998 году выбран конкурсным управляющим автомобильного завода «УралАЗ».
С января по август 2002 года работал председателем Совета директоров ОАО "Автомобильный завод «Урал».
С 2002 по 2003 год был генеральным директором ОАО "Автомобильный завод «Урал».
С 2003 по 2007 Депутат Государственной Думы Федерального Собрания РФ четвертого созыва.
С 2007 по 2011 год Депутат Государственной Думы Федерального Собрания РФ пятого созыва.

## Награды
- Знак отличия «За заслуги перед Челябинской областью» (15 февраля 2011) — за выдающиеся заслуги в социально-экономическом развитии Челябинской области, активную законотворческую деятельность